# Volkard von Neuburg
Volkard von Neuburg († 16. Oktober 1251 in Chur) war von 1237 bis zu seinem Tod Bischof von Chur.
Volkard entstammte einem oberrätischen Ministerialengeschlecht. Er war seit 1219 Domherr in Chur. 1237 wurde er als Kandidat der kaiserlichen Partei zum Bischof von Chur gewählt, woraufhin die päpstliche Partei, die Konrad Propst von Ebrach unterstützte, sich an den Papst wandte. Die von Papst Gregor IX. angeordneten Untersuchungen der Wahlstreitigkeiten verursachten hohe Kosten und wurden erst 1241 beigelegt. Volkard wurde am 23. März 1238 durch den Mainzer Erzbischof geweiht. Im Konflikt zwischen Kaiser und Papst stand Volkard auf der Seite der Staufer, was 1246 zur Exkommunikation durch Innozenz IV. führte, der das Bistum an den Abt Berchtold von St. Gallen vergeben wollte. Volkards Stellung als Bischof wurde nicht beeinträchtigt, aber die kirchlichen Institutionen des Bistums litten unter dem Konflikt, da grosse Teile des churrätischen Adels auf der päpstlichen Seite standen. Volkard verpfändete 1239 den Markt von Müstair, er liess die Burgen Guardaval und Friedau errichten.